# 途上
『途上』（とじょう）は、谷崎潤一郎の短編小説。改造社の雑誌『改造』の1920年（大正9年）新年文藝大附録（第2巻第1号）に発表された。単行本『AとBの話』（新潮社、1921年10月15日発行）に初収録。
殺したい相手に直接危害を加えるのではなく、被害者が事故や病気などで死亡する確率を、被害者本人にも第三者にも気づかれないような形でさりげなく高めていく、という、「プロバビリティーの犯罪」を扱った小説であり、日本における推理小説の先駆的作品として知られる。

## あらすじ
12月末のある日の夕暮れ、5時頃のこと。サラリーマンの湯河勝太郎は、東京、金杉橋の電車通りを新橋の方へと散歩している途中で、私立探偵の安藤一郎と名乗る男に話しかけられる。安藤は湯河の身辺調査をしているのだという。
勝太郎は大正8年（1919年）4月に病弱な先妻の筆子をチブスで亡くし、新しい妻の久満子と同棲していたが、まだ籍は入れていなかった。
病弱な筆子は、死の前にも何度も死にそうな目に遭っていた。大正6年（1917年）10月頃にパラチブスにかかり、翌大正7年（1918年）正月には風邪をひき、さらに10月には流行性感冒（スペインかぜ）に罹患し、翌大正8年（1919年）1月にも再罹患し肺炎を併発、一時は危篤に陥った。さらにはその直後に瓦斯ストーブのガス漏れで中毒になりかけたり、病院に通院中、乗っていた乗合自動車が電車と衝突したりするなど、何度も死の危険に見舞われていた。
筆子が乗合自動車に乗っていたのは、勝太郎が、人ごみの多い電車に乗ると流行性感冒に感染する恐れがある、と忠告していたからである。さらに勝太郎は、乗合自動車に乗る際は、感染を避けるためになるべく一番前の方に乗った方がよい、とも勧めていた。ところが安藤は、この忠告には矛盾がある、と指摘する。当時は乗合自動車の衝突事故が頻発しており、そのことを考えれば一番前の方に乗るのは危険だった。それに、流行性感冒から回復した直後の筆子には免疫があり、再感染するリスクは少なかったはずである。一見すると筆子の身を思いやってなされたかに見える勝太郎の忠告は、実は、筆子の生命の危険をかえって高めるものではなかったのか？
そして安藤は、ある男による巧妙な妻殺しの策略を語り始める。その妻は生まれつき心臓が弱く、そして夫を深く信頼していた。そこで夫は、妻の心臓をさらに弱らせるため、善意を装って酒や煙草、さらに冷水浴などを勧めた。次に、自分がかつてチブスにかかったことがあり、チブスに対する免疫を持っていた夫は、妻をチブスに罹患させるため、生水や刺身、生牡蠣、心太などを妻に勧めた。悪性感冒が流行すれば度の強い過酸化水素水でうがいをさせて咽喉カタールを起こさせ、感冒にかかった親戚の伯母に見舞いに行かせて、感冒にかからせる。次に、ガス中毒の危険や交通事故の危険にさらしたりしたが、いずれもうまくいかなかったので、転地療養と称してチブスの流行地である大森に引っ越し、知人のチブス患者の見舞いに妻を行かせたりした……。
安藤は、湯河は筆子の死の二、三年前から、ひそかに久満子を愛していた、と付け加える。いつの間にか二人は、日本橋区蠣殻町の水天宮の近くにある安藤の探偵事務所の前へとやってきていた。真っ青になって震える湯河を、安藤は、筆子の父親があなたを待っている、と言って事務所に引きずり込んだ。

## 登場人物
湯河勝太郎
T・M株式会社員。法学士。大正2年（1913年）に大学を卒業し、同年9月にT・M会社に入社した。
筆子
勝太郎の先妻。大正2年10月に勝太郎と結婚。病弱で、大正8年4月にチブスで死去。
久満子（くまこ）
勝太郎の内縁の妻。
安藤一郎
私立探偵。日本橋区蠣殻町に事務所を構える。色白で40歳くらいの太った、風采の立派な紳士。

## 評価・解釈

### 探偵小説の先駆作としての評価
谷崎によれば、「発表された当時は、誰も褒めてくれた者はなかつた。或る月評家は「単なる論理的遊戯に過ぎない」と云ふ一語を下して片附けてしまつた」という。
江戸川乱歩は、1925年（大正14年）のエッセイ「日本の誇り得る探偵小説」において、谷崎の『途上』『金と銀』『白昼鬼語』『私』などを探偵小説として取り上げ、特に『途上』については次のように高く評価している。
『D坂の殺人事件』（1925年）には、明智小五郎が『途上』を取り上げて、このような「犯罪」が現実に行われた場合、第三者が察知するのは不可能なのではないか、と語り手と議論する場面がある。『赤い部屋』（1925年）は本作から影響を受けて執筆されたものである。乱歩は、本作で用いられたような「犯罪」を、のちに「プロバビリティーの犯罪」と命名している。
ただし谷崎自身は、1930年（昭和5年）執筆のエッセイ「月寒」において、こうした乱歩による評価に違和感を示しており、以下のように述べている。

### 湯河勝太郎の殺意をめぐって
安藤の推理の根拠となるのが状況証拠のみであり、裏づけとなる客観的な証拠が作中では一切示されていないことは、しばしば指摘されている。また、作中では事件の経緯は安藤が一方的に語っているだけであり、それを聞く湯河の心理は一切語られていない。結末で「湯河の顔は真青」になり、「喪心したようにぐらぐらとよろめいて其処にある椅子の上に臀餅をついた」と描写されているが、これは、探偵に真相を突きつけられた犯人の敗北と受け取る解釈が一般的であるとはいえ、心当たりのない容疑を突きつけられてパニックに陥っている、とする解釈も不可能ではない。つまり、作中の描写だけからは、安藤の推理が正しいのかどうかは判断できないことになる。
ここから横井司は、本作を「論理そのもののいかがわしさを立ちあらわせた」「推理小説のパロディとしても読めるテクストとしても存在している」と指摘している。さらに永井敦子は、ミシェル・フーコーの「監視権力」論を援用し、本作は、安藤の根拠がないが反論も困難な推論により、「本来存在しなかった犯罪が、〈監視権力〉への同調によって、事後的に生成する物語である」と解釈している。
また有吉玉青は、『FRaU』第54号（1993年11月23日）掲載の談話記事で、本作について「男の妻が死んだ事件なのですが、探偵に誘導尋問をされて、男は自分の心の奥で妻の死を願っていたことを知ってしまうの」（つまり、湯河に意識的な殺意はなかったが、無意識下での殺意はあった）とする解釈を語っている。この解釈について、北村薫は、本作で語られているのは、あくまで「夫による《周到極まる計画犯罪》」であると指摘しつつも、「有吉さんの読みも、また、そう解釈する感性も実に魅力的なのだ」と評している。また金子明雄も「直接的な意味では谷崎の意図と異なるとはいえ、見事に斬新な解釈といえよう。人の行動の意図（悪意・殺意）の部分に無意識の概念を導入することで、意識される意図。目的と行為の間に隙間の潜在する可能性を想定して、それによって行為の意味作用の幅を広げているのである」と評している。
なお谷崎自身は、本作の発表から10年後に発表したエッセイ「月寒」において、湯河の心理を「事実は「うまく行つたら死ぬかもしれない」ぐらゐな気持ちでやつてゐるうちについ誤つて殺してしまふ。全く「つい誤つて殺した」と云ふくらゐな感じしか持たないかも知れない」と説明しており、湯河が妻殺しの明確な意図を持っていた設定であったことを明記している。
また谷崎は以下のようにも述べている。

### 「妻殺し」のモチーフについて
本作（1920年1月）のほか、谷崎が同時期に発表した一連の犯罪小説『柳湯の事件』（1918年10月）、『呪はれた戯曲』（1919年5月）、『或る少年の怯れ』（1919年9月）、『或る調書の一節』（1921年11月）、『日本に於けるクリツプン事件』（1927年1月）には、共通して「妻殺し」のモチーフが登場することが指摘されている。
平野謙は、この背景には谷崎自身の夫婦関係の悪化があり、「別れても、どこかで自分を恨みながらもとの女房が生きていることにたえられないエゴイズムか小心かが、作品の上で細君殺しを想像させるにいたるのである」と推測している。佐久間保明も平野の主張を肯定し、これら一連の作品群においては、共通して「作中人物における、狂的で異常な性向から、平穏で正常な人間性に至る道程」が描かれる傾向がある、と指摘している。

## 書誌
中央公論新社版『谷崎潤一郎全集』では第8巻（2016年刊、ISBN 978-4-12-403568-1）所収。
谷崎潤一郎による探偵・犯罪小説集にしばしば収録されている。
- 『日本探偵小説全集 5 谷崎潤一郎集』改造社、1929年。 NDLJP:1194276
- 『谷崎潤一郎犯罪小説集』集英社〈集英社文庫〉、1991年。 ISBN 4-08-749739-9
- 『潤一郎ラビリンス 8 犯罪小説集』千葉俊二編 中央公論新社〈中公文庫〉、1998年。 ISBN 4-12-203316-0
- 『白昼鬼語 探偵くらぶ』日下三蔵編 光文社〈光文社文庫〉、2021年。 ISBN 978-4-334-77964-1

ミステリのアンソロジーに収録される機会も多く、以下のアンソロジーに収録されている。
- 『現代国民文学全集 第27巻 現代推理小説集』角川書店、1958年。
- 『日本文芸推理12選&One』エラリー・クイーン編 光文社〈カッパ・ノベルス〉、1978年。
- 『文豪ミステリー傑作選』河出書房新社〈河出文庫〉、1985年。 ISBN 4-309-40116-3
- 『昭和ミステリー大全集 上巻』新潮社編 新潮社〈新潮文庫〉、1991年。 ISBN 4-10-120831-X
- 『日本探偵小説全集 11 名作集1』東京創元社〈創元推理文庫〉、1996年。 ISBN 4-488-40011-6
- 『文豪の探偵小説』山前譲編 集英社〈集英社文庫〉、2006年。 ISBN 4-08-746099-1

スペインかぜを扱ったアンソロジーにも収録されている。
- 『文豪たちのスペイン風邪』紅野謙介・金貴粉編 皓星社、2021年。 ISBN 978-4-7744-0737-1
- 『文豪と感染症 100年前のスペイン風邪はどう書かれたのか』永江朗編 朝日新聞出版〈朝日文庫〉、2021年。 ISBN 978-4-02-265000-9

## 映像化

### テレビドラマ
- 「疑惑のクリスマス」（テレビ東京 月曜・女のサスペンス 文豪シリーズ 1988年11月14日放送）